# فاطمه حمامی
فاطمه حمامی نصرآبادی (متولد ۱۲ بهمن ۱۳۶۷) نقاش اهل ایران است. او یک نقاش دارای ناتوانی جسمی-حرکتی است که با کمک پاهایش نقاشی می‌کند. فاطمه حمامی مخصوصاً به خاطر طراحی چهره افراد معروف مانند برخی از بازیکنان فوتبال شناخته شده است.
او نمایشگاه‌هایی از آثارش در آران و بیدگل، کاشان و اصفهان برگزار کرده است. حساب رسمی لالیگا در توییتر از او به خاطر آثارش تشکر کرد. از طرف اتحادیه فوتبال لالیگا به بهانه تشکر بابت نقاشی‌های او لباس رسمی رئال مادرید به فاطمه اهدا شد.پیج معروف چهار سه سه هم در پستی به فاطمه پرداخت و او را به عنوان هنرمند برتر معرفی کرد. او به واسطهٔ سفر کریستیانو رونالدو به ایران برای بازی النصر با پرسپولیس با کریستیانو رونالدو دیدار کرد و نقاشی که از رونالدو کشیده را به او هدیه داد. پس از دادن عکس رونالدو گریه کرد. و رونالدو به او پیراهن النصر را هدیه داد.
فاطمه حمامی در نخستین جشنواره همام شرکت کرد و لوح زرین این جشنواره را برای آثار برجسته خود در عرصه هنرهای تجسمی دریافت کرد. این مراسم در تاریخ دوشنبه، ۲ دی ۱۳۹۸ در تالار ایوان شمس برگزار شد.